# A-da-Beja
A-da-Beja é uma aldeia do distrito de Lisboa. É partilhada pelos concelhos de Sintra (freguesias de Belas e Casal de Cambra) e da Amadora (freguesia de Mina de Água).  Possui várias casas de baixa densidade, de cariz rural e um centro de dia para idosos. Existe também algum campo que, ainda hoje serve de pasto para criações de gado; embora já exista pouco.
A aldeia situa-se a uma cota bastante elevada, podendo-se ver, a oeste, a Serra de Sintra e, do lado oposto, a torre de controlo do Aeroporto de Lisboa, a Torre Vasco da Gama e a ponte homónima. É possível ver também, olhando para sul, a Serra de Monsanto e os cabos altos da Ponte 25 de Abril.
No território da freguesia de São Brás, Amadora, fica situado o moderno Centro Comercial Dolce Vita Tejo, o que trouxe alguma notoriedade à povoação. Por isso, é também servida também pelas autoestradas IC16 e IC17.